# N-Acetilgalaktózamin
Az N-acetilgalaktózamin (GalNAc) a galaktózból származtatható aminocukor.

## Funkció
Emberben az N-acetilgalaktózamin az A vércsoport antigénjének utolsó szénhidrátja.
Jellemzően ez a szerinhez vagy treoninhoz csatlakozó első monoszacharid a fehérje-O-glikoziláció bizonyos formáiban.
Az N-acetilgalaktózamin a sejtkommunikációban fontos, és az érzőideg-szerkezetekben koncentráltan van jelen emberben és állatban is. A GalNAc-transzferázok szerin- és treoninpreferenciái izoenzimfüggőek, és modulálják a mucinglikozilációt. Emberben 20, Drosophilában 14, Caenorhabditis elegansban 9 ilyen izoenzim található, a még kisebb eukariótákban pedig még ennél is kevesebb.
A GalNAc célzóligandumként használható vizsgált antiszenz oligonukleotidokban és a májat célzó siRNS-terápiákban, ahol az aszialoglikoprotein-receptorokhoz köt a májsejtekben.
Az immunglobulin A1 zsanérrészének csoportos glikánhűsége a GalNAc-T2 általi féligrendezett glikozilációja során jelenik meg.

## Fordítás
Ez a szócikk részben vagy egészben  a   N-Acetylgalactosamine című angol Wikipédia-szócikk ezen változatának fordításán alapul.  Az eredeti cikk szerkesztőit annak laptörténete sorolja fel. Ez a jelzés csupán a megfogalmazás eredetét és a szerzői jogokat jelzi, nem szolgál a cikkben szereplő információk forrásmegjelöléseként.